# Маршалл (Техас)
Маршалл (англ. Marshall) — місто (англ. city) в США, адміністративний центр округу Гаррісон розташоване в північно-східній частині штату Техас. Населення — 23 392 особи (2020). Місто було засноване 1841 року у тодішній Республіці Техас. У грудні відзначається свято світла.

## Географія
Маршалл розташований за координатами 32°32′21″ пн. ш. 94°21′11″ зх. д. / 32.53917° пн. ш. 94.35306° зх. д. (32.539159, -94.353173).  За даними Бюро перепису населення США в 2010 році місто мало площу 76,81 км², з яких 76,65 км² — суходіл та 0,17 км² — водойми.

### Клімат
| Клімат : Маршалл        | Клімат : Маршалл | Клімат : Маршалл | Клімат : Маршалл | Клімат : Маршалл | Клімат : Маршалл | Клімат : Маршалл | Клімат : Маршалл | Клімат : Маршалл | Клімат : Маршалл | Клімат : Маршалл | Клімат : Маршалл | Клімат : Маршалл | Клімат : Маршалл |
| Показник                | Січ.             | Лют.             | Бер.             | Квіт.            | Трав.            | Черв.            | Лип.             | Серп.            | Вер.             | Жовт.            | Лист.            | Груд.            | Рік              |
| Абсолютний максимум, °C | 30,6             | 32,2             | 35,0             | 36,1             | 37,8             | 41,1             | 42,2             | 44,4             | 42,2             | 38,3             | 31,1             | 29,4             | 44,4             |
| Середній максимум, °C   | 12,2             | 15,6             | 20,0             | 23,9             | 27,8             | 31,7             | 33,3             | 33,3             | 30,0             | 25,0             | 18,3             | 13,9             | 23,8             |
| Середній мінімум, °C    | 0,6              | 2,8              | 7,2              | 11,1             | 16,1             | 20,0             | 21,7             | 21,1             | 17,8             | 11,1             | 6,1              | 2,2              | 11,5             |
| Абсолютний мінімум, °C  | −20,6            | −15,6            | −11,1            | −3,3             | 3,3              | 8,3              | 11,1             | 11,7             | 1,7              | −5               | −10              | −16,1            | −20,6            |
| Норма опадів, мм        | 111              | 103              | 110              | 110              | 129              | 133              | 77               | 68               | 99               | 118              | 117              | 126              | 1301             |
| ----------------------- | ---------------- | ---------------- | ---------------- | ---------------- | ---------------- | ---------------- | ---------------- | ---------------- | ---------------- | ---------------- | ---------------- | ---------------- | ---------------- |
| Джерело: weather.com    |                  |                  |                  |                  |                  |                  |                  |                  |                  |                  |                  |                  |                  |

## Демографія

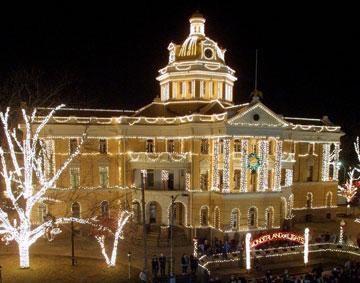

Згідно з переписом 2010 року, у місті мешкали 23 523 особи в 8603 домогосподарствах у складі 5700 родин. Густота населення становила 306 осіб/км².  Було 9691 помешкання (126/км²).
Расовий склад населення:
| - 48,0 % — білих - 38,3 % — чорних або афроамериканців - 0,8 % — корінних американців - 0,8 % — азіатів - 10,4 % — осіб інших рас |

До двох чи більше рас належало 1,7 %. Частка іспаномовних становила 17,0 % від усіх жителів.
За віковим діапазоном населення розподілялося таким чином: 26,4 % — особи молодші 18 років, 60,0 % — особи у віці 18—64 років, 13,6 % — особи у віці 65 років та старші. Медіана віку мешканця становила 33,5 року. На 100 осіб жіночої статі у місті припадало 91,0 чоловіків;  на 100 жінок у віці від 18 років та старших — 87,2 чоловіків також старших 18 років.
Середній дохід на одне домашнє господарство  становив 54 818 доларів США (медіана — 35 702), а середній дохід на одну сім'ю — 64 712 долари (медіана — 44 854). Медіана доходів становила 38 201 долар для чоловіків та 26 054 долари для жінок. За межею бідності перебувало 22,2 % осіб, у тому числі 33,8 % дітей у віці до 18 років та 14,5 % осіб у віці 65 років та старших.
Цивільне працевлаштоване населення становило 9934 особи. Основні галузі зайнятості: освіта, охорона здоров'я та соціальна допомога — 26,2 %, виробництво — 13,9 %, роздрібна торгівля — 9,0 %, мистецтво, розваги та відпочинок — 9,0 %.